# Jeroen Mooren
Jeroen Mooren (ur. 30 lipca 1985) – holenderski judoka. Dwukrotny olimpijczyk. Zajął siedemnaste miejsce w Londynie 2012 i Rio de Janeiro 2016. Walczył w wadze ekstralekkiej.
Uczestnik mistrzostw świata w 2010, 2011, 2013, 2014 i 2015. Startował w Pucharze Świata w latach 2002, 2004–2009, 2012−2015. Brązowy medalista mistrzostw Europy w 2010 i 2012. Wygrał uniwersjadę w 2009. Piąty na igrzyskach europejskich w 2015 roku.

## Letnie Igrzyska Olimpijskie 2012
| Konkurencja | Rundy eliminacyjne       | Klas. końcowa |
| Konkurencja | Przeciwnik I             | Miejsce       |
| ----------- | ------------------------ | ------------- |
| 60 kg       | Artiom Arshansky (ISR) P | 17.           |

## Letnie Igrzyska Olimpijskie 2016
| Konkurencja | Rundy eliminacyjne       | Klas. końcowa |
| Konkurencja | Przeciwnik I             | Miejsce       |
| ----------- | ------------------------ | ------------- |
| 60 kg       | Biesłan Mudranow (RUS) P | 17.           |